# Free Willy – Mein Freund, der Wal
Free Willy – Mein Freund, der Wal (Originaltitel: Free Willy auch Free Willy: The Animated Series) ist eine US-amerikanisch/kanadische Zeichentrickserie. Sie basiert auf dem Film von 1993. Sie wurde von Nelvana, Warner Bros. Television, Warner Bros. Animation, und Regency Enterprises produziert und in den Jahren 1994 und 1995 beim US-amerikanischen Fernsehnetwork ABC und dem kanadischen Fernsehnetwork Global erstausgestrahlt. In Deutschland wurde die Serie das erste Mal 1995–1998 auf ProSieben gezeigt. Wiederholungen folgten auf ZDF (2005), KiKA (2005–2007) und Boomerang Deutschland (2009–2014).

## Handlung
Die Serie ist die Fortsetzung des Filmes Free Willy – Ruf der Freiheit.

## Produktion/Veröffentlichung
Bei der Produktion der Studios Nelvana und Warner Bros. Animation waren 1994 zunächst Patsy Cameron, Ted Anasti und Patrick Loubert für die Produktion verantwortlich.
Die Erstausstrahlung in den USA und Kanada fand ab dem 24. September 1994 bei ABC und Global statt. Die insgesamt 21 Folgen wurden in zwei Staffeln ausgestrahlt. Die deutsche Erstausstrahlung fand von 1995 bis 31. Mai 1998 bei ProSieben statt. Außerdem wurde die Serie auch in Brasilien, Italien, Lateinamerika und Frankreich gezeigt.

## Synchronisation
Die deutsche Synchronfassung entstand bei der Cinephon in Berlin. Rebecca Völz schrieb das Dialogbuch und führte Regie.
| Rolle                        | Englischer Sprecher | Deutscher Sprecher    |
| ---------------------------- | ------------------- | --------------------- |
| Jesse Greenwood              | Zachary Bennett     | Simon Jäger           |
| Willy                        | Paul Haddad         | Joachim Tennstedt     |
| Randolph Johnson             | Michael Fletcher    | Michael Christian     |
| Glen Greenwood               | Ron Len             | ?                     |
| Annie Greenwood              | Sheila McCarthy     | Cornelia Meinhardt    |
| Mr. Naugle                   | Neil Crone          | Bodo Wolf             |
| Marlene                      | Rachael Crawford    | ?                     |
| Ben Shore                    | Andrew Sabiston     | ?                     |
| P.R. Frickey                 | Gary Krawford       | Oliver Rohrbeck       |
| Rockland Stone (The Machine) | James Kidnie        | Hans-Werner Bussinger |
| Amphonids                    | Aida Ortega         | ?                     |
| Einstein                     | Kevin Zegers        | ?                     |
| Lucille                      | Alyson Court        | Irina von Bentheim    |

## Episodenliste

### Staffel 1 (1994)
| Nr. | Deutscher Titel         | Englischer Titel           | Erstausstrahlung   |
| 1   | Der Seelenbruder        | Truth Talker               | 24. September 1994 |
| 2   | Die Delfin-Waise        | Cry of the Dolphin         | 1. Oktober 1994    |
| 3   | Eine Falle für die Wale | Stone                      | 8. Oktober 1994    |
| 4   | Gefährlicher Giftmüll   | Defenders of the Deep      | 15. Oktober 1994   |
| 5   | Der Monster-Aal         | The Eel Beast              | 22. Oktober 1994   |
| 6   | Das Tinten-Monster      | Cephalopod                 | 29. Oktober 1994   |
| 7   | Gefangen im Zirkus      | Sealed Fate                | 5. November 1994   |
| 8   | Der Hai-Angriff         | Shark Masters              | 12. November 1994  |
| 9   | Das Pelikan-Baby        | Hope                       | 19. November 1994  |
| 10  | Lachse in Gefahr!       | Milestones                 | 3. Dezember 1994   |
| 11  | Das Todesnetz           | The Catch                  | 10. Dezember 1994  |
| 12  | Goldfieber              | The Treasure of Misty Cave | 17. Dezember 1994  |
| 13  | Das Geisterschiff       | Ghost Ship                 | 24. Dezember 1994  |

### Staffel 2 (1995)
| Nr. | Deutscher Titel             | Englischer Titel            | Erstausstrahlung |
| 14  | Die Reise der Eco-Ranger II | Voyage of the Eco Ranger II | 7. Januar 1995   |
| 15  | Der gähnende Eisberg        | Tip of the Iceberg          | 14. Januar 1995  |
| 16  | Ein genialer Plan           | The Hunted                  | 21. Januar 1995  |
| 17  | Paradies in der Arktis      | Paradise Found              | 28. Januar 1995  |
| 18  | Eine schwere Entscheidung   | Pier Pressure               | 7. Februar 1995  |
| 19  | Abenteuer in der Tiefsee    | Live And Let Dive           | 14. Februar 1995 |
| 20  | Gefahr für die See          | Turmoil                     | 21. Februar 1995 |
| 21  | Die rote Flut               | Yuletide And Red Tide       | 28. Februar 1995 |

## Streaming
Seit dem Oktober 2011 wurde Free Willy auf iTunes und Amazon Video veröffentlicht.